# Нижегороды
Нижегороды — село в Калининском районе Саратовской области России. Входит в состав Озёрского муниципального образования. Основано в 1898 году.

## География
Находится в центрально-южной части Саратовского Правобережья, в пределах Окско-Донской равнины, в степной зоне, на берегах реки Чепурки, к югу от автодороги Р22, на расстоянии примерно 21 километра (по прямой) к юго-западу от города Калининска. Абсолютная высота — 165 метров над уровнем моря.
Климат
Климат характеризуется как умеренно континентальный с холодной малоснежной зимой и сухим жарким летом. Среднегодовая температура воздуха — 4,1 — 4,5 °C. Средняя многолетняя температура самого холодного месяца (января) составляет −12,6 — −12,1 °С (абсолютный минимум — −41 °С), температура самого тёплого (июля) — 20,8 — 21,4 °С (абсолютный максимум — 40 °С). Среднегодовое количество атмосферных осадков — 375—450 мм, из которых более половины (200—260 мм) выпадает в период с апреля по октябрь. Снежный покров держится в среднем 142 дня в году.

## История
В 2010 году в состав села включены села: Петрозавадовка, Лашевка, Рязановка и деревня Урусовка.

## Население
| 2002 | 2010 |
| ---- | ---- |
| 253  | ↗258 |

Гендерный состав
По данным Всероссийской переписи населения 2010 года в гендерной структуре населения мужчины составляли 48,8 %, женщины — соответственно 51,2 %.
Национальный состав
Согласно результатам переписи 2002 года, в национальной структуре населения русские составляли 85 % из 253 чел.